# Parapenaeus
Genre
Parapenaeus est un genre de crustacés décapodes dont les représentants ressemblent à des crevettes.

## Liste des espèces
Selon World Register of Marine Species (17 mai 2013) :
- Parapenaeus americanus M. J. Rathbun, 1901
- Parapenaeus australiensis Dall, 1957 - crevette rose australienne
- Parapenaeus cayrei Crosnier, 2005
- Parapenaeus constrictus
- Parapenaeus fissuroides Crosnier, 1986
- Parapenaeus fissurus (Bate, 1881) - crevette neptune
- Parapenaeus investigatoris Alcock et Anderson, 1899 - crevette rose chercheuse
- Parapenaeus kensleyi Crosnier, 2005
- Parapenaeus lanceolatus Kubo, 1949 - crevette rose lancier
- Parapenaeus longipes Alcock, 1905 - crevette flamand
- Parapenaeus longirostris (Lucas, 1846) - crevette de chalut, crevette rose
- Parapenaeus murrayi Ramadan, 1938
- Parapenaeus perezfarfantae Crosnier, 1986
- Parapenaeus politus (S. I. Smith, 1881)
- Parapenaeus ruberoculatus Hall, 1962
- Parapenaeus sextuberculatus Kubo, 1949 - crevette domino